# Anàlisi de relacions
L'anàlisi de relacions, en probabilitat, sorgeix de la comprovació que una forta correlació no té sentit aïlladament. Recíprocament, una correlació feble no implica l'absència de relació.
Per exemple, dues variables A i B estan fortament correlacionades perquè les seves variacions estan totes dues vinculades a una tercera variable X. En realitat no hi ha relació A-B, sinó la relació X-A i la relació X-B. En l'extrem contrari, consideri's, per exemple, que la variable Y depèn de diverses variables C, D, E, F i G independents. Així, la correlació de Y amb cadascuna d'aquestes, presa de manera separada, és feble (no «significativa» en el sentit probabilista del terme), quan, en realitat, existeixen les relacions rigoroses C-Y, D-Y, E-Y, F-Y i G-Y.
Es poden posar en evidència aquestes relacions «destacables» per un estudi de les correlacions parcials. La iconografia de les correlacions es basa en aquesta idea.
En aquest tipus d'anàlisi cal considerar la possible dependència entre dues variables i en quin grau són dependents. En cap cas, però, la correlació implica causalitat. El grau de correlació entre diverses variables es pot quantificar mitjançant el coeficient de correlació de Pearson fins a un cert nivell de confiança, i sotmetre la seva rellevància a un contrast d'hipòtesi.

## Aplicacions
Es pot utilitzar aquest tipus d'anàlisi, per exemple, en arqueologia, per tal de determinar si la distància als camps de conreu està relacionada amb l'elecció de l'emplaçament d'un hàbitat, o si la relació entre el tipus del sòl i el tipus de conreu es manté constant.